# Guy Fletcher
Guy Fletcher (* 24. května 1960, Maidstone, Kent, Anglie, Spojené království) je anglický multiinstrumentalista, nejvíce známý jako člen britské rockové skupiny Dire Straits. Mimo Dire Straits spolupracoval také s umělci jako jsou Mark Knopfler (také člen Dire Straits) a Roxy Music.